# Baciro Dabó
Baciro Dabó   (Bigene, 12 de març de 1958 - 5 de juny de 2009) va ser un polític de Guinea Bissau. Es considera que ha estat un aliat proper del President  João Bernardo "Nino" Vieira, pel que va exercir com a Ministre d'Administració Territorial i es va presentar com a candidat al eleccions presidencials de juny de 2009 quan va ser assassinat per les forces de seguretat, suposadament perquè estava involucrat en un intent de cop d'estat.

## Biografia
Dabo havia estat cantant i periodista abans d'entrar en política. Com a cap de seguretat personal del president Kumba Ialá, va anunciar al febrer de 2001 que s'havia frustrat un pla per matar Ialá al seu retorn d'un tractament mèdic a Portugal i "fomentar una guerra etnoreligiosa guerra", i que els conspiradors havia estat arrestats. El 27 de febrer del 2001, però, Ialá va destituir Dabo del seu càrrec sense donar cap explicació. A partir de 2002 Dabó treballà com a funcionari del ministeri de l'Interior.
Dabó esdevingué membre d'alt rang del governamental Partit Africà per la Independència de Guinea i Cap Verd (PAIGC) i aliat proper al President Vieira. va ser designat Secretari d'Estat d'Ordre Públic el 9 de novembre de 2005, servint en aquest càrrec fins que fou substituït per Mamadu Saico Djalo el 28 de juliol de 2006; posteriorment, va ser nomenat Assessor d'Informació de Vieira a la fi de novembre de 2006.
Quan a mitjans d'abril de 2007 es va formar un govern de coalició tripartit hostil a Vieira, Dabó fou inclòs en el govern com a ministre d'Administració Interna; era l'únic ministre en el govern considerat aliat proper de Vieira. Vieira el va destituir l'octubre de 2007; hom suggereix que va ser destituït a causa de la pressió dels líders de l'oposició i dels militars. Després de les eleccions legislatives de Guinea Bissau de 2008 Dabó va recuperar posició en el govern com a ministre d'Administració Territorial, el 7 de gener de 2009.
Segons els informes, Dabó era coneguda per tenir un "estil de vida extravagant", i els rumors suggerien que estava involucrat en el tràfic de drogues, que és un fenomen generalitzat a Guinea Bissau.
Vieira va ser assassinat per membres de les forces armades el 2 de març de 2009; els soldats el van matar en venjança per una explosió que va matar cap d'estat major Batista Tagme Na Wai. Hi havia hagut una llarga i violenta disputa entre Vieira i Na Wai. Ningú va ser processat per l'assassinat i eren previstes unes noves eleccions presidencials el 28 de juny per elegir un nou president. Dabó va abandonar el PAIGC i va dimitir com a ministre a mitjans de maig de 2009 per presentar-se com a candidat independent. i es va convertir en un dels 13 candidats que es van presentar a les eleccions. la campanya electoral va començar el 6 de juny.

## Mort
Els seus partidaris afirmaren que entre les 3:30 i 4 AM (hora local i GMT) del 5 de juny de 2009, un grup d'uns 30 soldats uniformats i armats van arribar a casa i va exigir veure'l. Aleshores es diu que els soldats van disparar en el seu camí a l'habitació de Dabó, on hi era dormit al llit amb la seva dona, ferint a alguns del sis membres del seu equip de seguretat. Els soldats foren acusats d'haver disparat Dabó diverses vegades, matant-lo instantàniament. Segons Agence France-Presse, una "font mèdica" els va dir que Dabó havia patit tres ferides de bala d'AK-47 a l'abdomen i una al cap, disparades des d'una distància curta.
Les autoritats de Guinea Bissau presentaren una versió diferent dels fets i diuen que va morir en un intercanvi de trets, mentre es resistia a la detenció per un suposat intent de cop. Es va informar que l'antic ministre de defensa Helder Proença també havia estat assassinat en una carretera entre Bula i Bissau junt amb el seu xofer i el guardaespatlles. Molts altres polítics del PAIGC han estat detinguts per les forces de seguretat com a part de la investigació de cop. El servei d'intel·ligència estatal de Guinea Bissau va dir que els objectius del cop eren "eliminar físicament al cap de les forces armades, enderrocant al cap d'estat interí i dissolent de l'assemblea nacional".
El periodista Jean Gomis ha suggerit en un informe per la BBC que podria haver mort per ordre dels caps militars que teinen por de ser perseguirs per l'assassinat del president Vieira si Dabó guanyava les eleccions. Els analistes consultats per l'agència de notícies Reuters va dir que si es produeix un buit de poder els càrtels de la droga d'Amèrica Llatina podrien ser capaços d'estendre la seva influència sobre el país, que serveix com a port per l'enviament de cocaïna a Europa. El Secretari general de les Nacions Unides Ban Ki-moon va dir que estava "preocupat pel patró emergent d'assassinats de personalitats d'alt perfil a Guinea Bissau" i ha subratllat "la importància i la urgència de portar a terme una investigació exhaustiva, creïble i transparent sobre les circumstàncies" dels assassinats.
El 9 de juny el Consell de Seguretat de les Nacions Unides va condemnar l'assassinat de Dabó i Proença "en els termes més enèrgics". Tant l'ONU com la Unió Africana instaren a convocar les eleccions en la data prevista, però.